# Susanna Maria von Sandrart

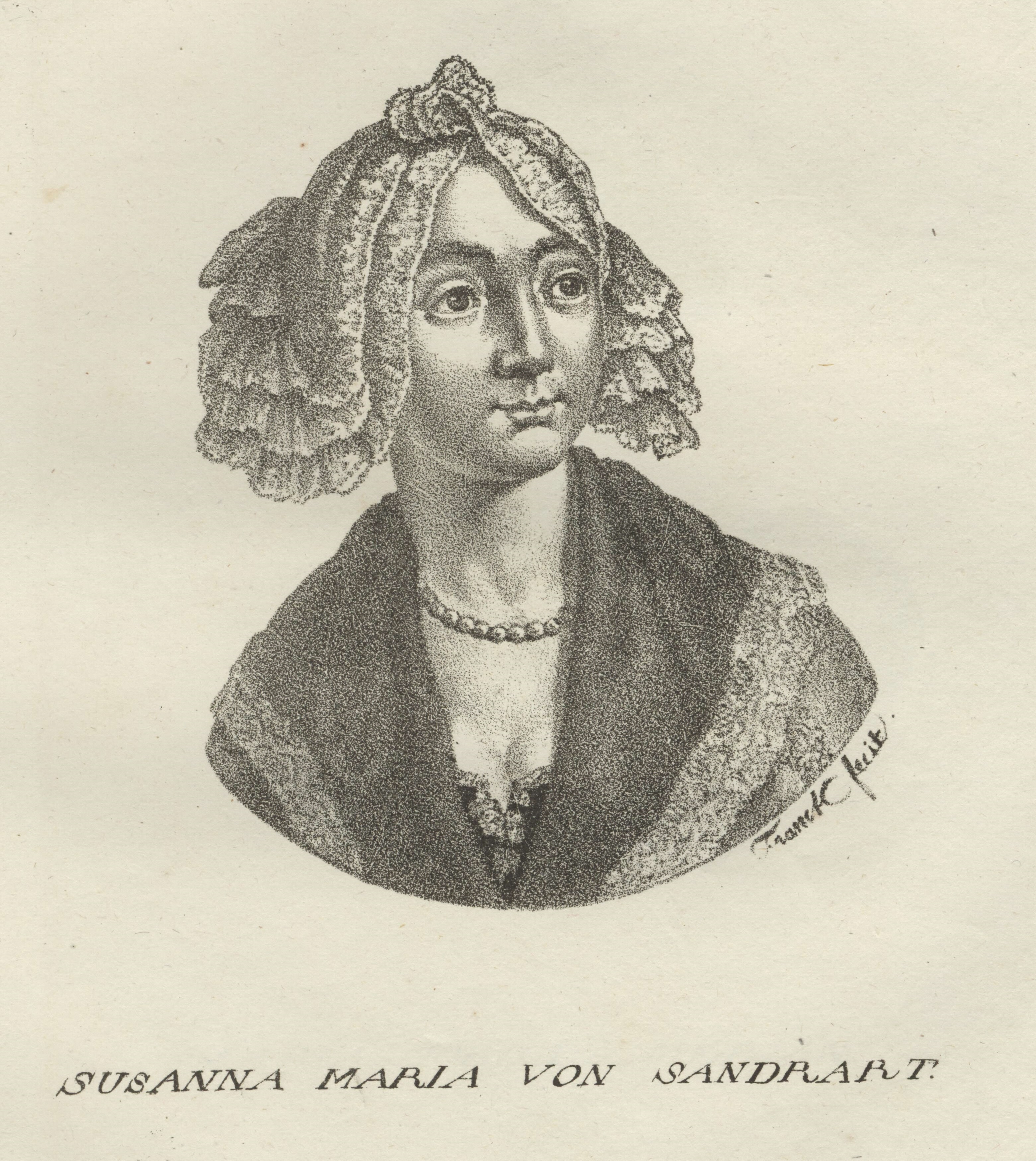
Porträt (Lithografie aus der Künstler-Galerie von Maximilian Franck 1818)

Susanna Maria von Sandrart (* 10. August 1658 in Nürnberg; † 20. Dezember 1716 ebenda) war eine Zeichnerin und Kupferstecherin in Nürnberg, eingebunden in einen künstlerisch aktiven, ökonomisch erfolgreichen und angesehenen Familienverband.

## Biographie

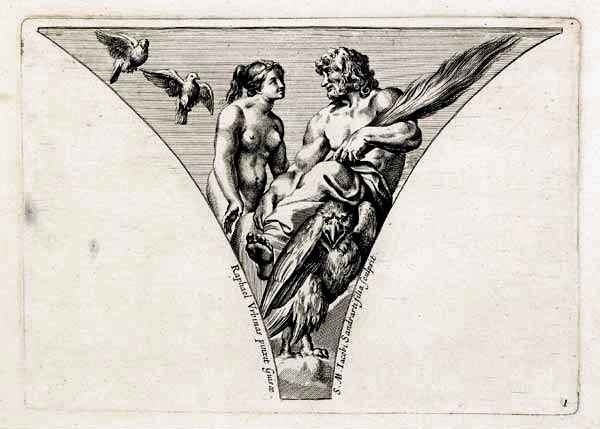
„Cupido und Psyche“, Vignette

Susannas Vater Jacob von Sandrart (1630–1708), Zeichner und Kupferstecher, heiratete 1654 in Regensburg Regina Christina Eimmart (1636–1708), von der keine künstlerische Tätigkeit bekannt ist, obwohl auch sie aus einer bekannten Familie von Kupferstechern stammte. Das Ehepaar zog 1656 nach Nürnberg, 1674 erhielt es dort das Bürgerrecht. Beide hatten insgesamt neun Kinder, drei von ihnen waren als Künstler aktiv: Johann Jacob (geb. 1655), Susanna Maria (1658 als drittes Kind geboren) und Joachim (geb. 1668). Das Wohnhaus der Familie befand sich „Auf dem Neuen Bau“, dem heutigen Maxplatz, dort hatte Jacob Sandrart auch seine Werkstatt, verkaufte dort Bücher und Kupferstiche. Das Haus war zudem vorübergehend Treffpunkt der von Sandrart 1662 mitbegründeten „Nürnbergischen Maler-Academie“, der ältesten Kunstakademie im deutschsprachigen Raum.
Über das Leben der Susanna Maria von Sandrart außerhalb ihrer beruflichen Tätigkeit und des zugehörigen Umfeldes sind nur wenige Einzelheiten bekannt. Diese Informationen stammen vorwiegend aus dem so genannten „Folioband“, einer Zusammenstellung ihrer grafischen Arbeiten, die sie mit einigen Texten versah. Über ihre Erziehung und Ausbildung schrieb sie dort im Vorwort, sie sei von ihrer Mutter von Jugend an in der Hausarbeit und ähnlichen Tätigkeiten unterwiesen worden, habe aber schließlich auch Lust zum Zeichnen bekommen und aus eigenem Antrieb begonnen „etwas auf das Kupffer zu ätzen. Als nun mein Seel. Vatter sahe, dass bey mir eine natürliche Neigung zu dieser Kunst sey, hat Er mich mehrers darzu veranlasset, und mir Kupfer zu radiren unter die Hände gegeben; endlich auch solche welche Er in seiner Kunsthandlung nützen können.“ Sie entwickelte sich zu einer anerkannten, von Zeitgenossen oft gelobten Reproduktionsgrafikerin und stellte für den familieneigenen Verlag zahlreiche Kupferstichserien her, darüber hinaus aber auch Illustrationen für sonstige Veröffentlichungen in Nürnberg und anderswo.
1683 heiratete sie den zwanzig Jahre älteren Johann Paul Auer, Maler und Mitglied der Nürnberger Malerakademie. Obwohl also beide ganz ähnliche berufliche Interessen hatten, zog Susanna sich ganz auf ihre Rolle als Hausfrau und Mutter zurück. Ein Sohn starb 1684 gleich nach der Geburt, ein zweiter als einjähriges Kleinkind 1687. Nach kurzer Ehe starb dann auch ihr Mann. Im „Folioband“ beschrieb sie, dass sie nach einem Ehestand von nur vier Jahren und 10 Wochen glücklicherweise ihren Vater und ihren Bruder bei der Arbeit unterstützen und sich auf diese Weise selbst ernähren konnte, ohne jemandem zur Last zu fallen. Alle in dem Buch enthaltenen Arbeiten seien von ihrer eigenen Hand und der größte Teil davon während ihrer Witwenschaft entstanden, „biß ich durch Gottes Schickung und auf meiner Seel. Eltern einrathen mich in die andere Ehe begeben Ao [Anno] 1695 mit Wolfgang Moritz Endter als einem Wittwer.“
Endter (1653–1723) war ein Enkel des Nürnberger Buchdruckers, Buchhändlers und Verlegers Wolf Endter d. Ä. und selbst ein erfolgreicher, sehr wohlhabender Geschäftsmann auf diesen Gebieten. Seine erste Ehefrau war ein Jahr zuvor gestorben. Susanna wurde durch die Eheschließung Stiefmutter von sechs Töchtern zwischen zehn und zwanzig Jahren aus Endters erster Ehe. Zuvor, in ihrer langjährigen Witwenzeit, war sie künstlerisch sehr produktiv gewesen. Das änderte sich nun grundlegend, „da ich dann wegen grosser Haußhaltung diese Arbeit völlig einstellen müssen“. Jedenfalls sind aus der Zeit nach der zweiten Eheschließung nur noch wenige grafische Arbeiten von ihr bekannt. Aus Textstellen im „Folioband“ lässt sich auf einen sehr angegriffenen Gemütszustand in ihren letzten Lebensjahren schließen. Eine Zeichnung entstand „im 56sten Jahr meines Alters, mit fast dunckeln Augen“, an anderen Stellen schrieb sie von „erlittenen Beängstigungen“ und „trübseligen Zeiten“, ohne dies näher zu erklären. Susanna Maria von Sandrart starb in Nürnberg im Alter von 58 Jahren.
Der Witwer veranlasste die Veröffentlichung einer Trostschrift für Kranke und Sterbende, die Susanna noch zusammengestellt und mit einer Radierung versehen hatte. Er legte die Anordnung der Texte fest, sorgte für eine Vorrede und ließ die Schrift unter dem Titel „Auserlesenes Handbuch / Für Gottselige Kranke und Sterbende ...“ noch in Susannas Todesjahr 1716 drucken. Der Anteil, den seine Ehefrau an der Publikation hatte, blieb unerwähnt – dies allerdings in Übereinstimmung mit den Gewohnheiten der Zeit; Frauen konnten, wenn überhaupt, fast nur unter männlichem Pseudonym veröffentlichen.

## Berufliche Entwicklung

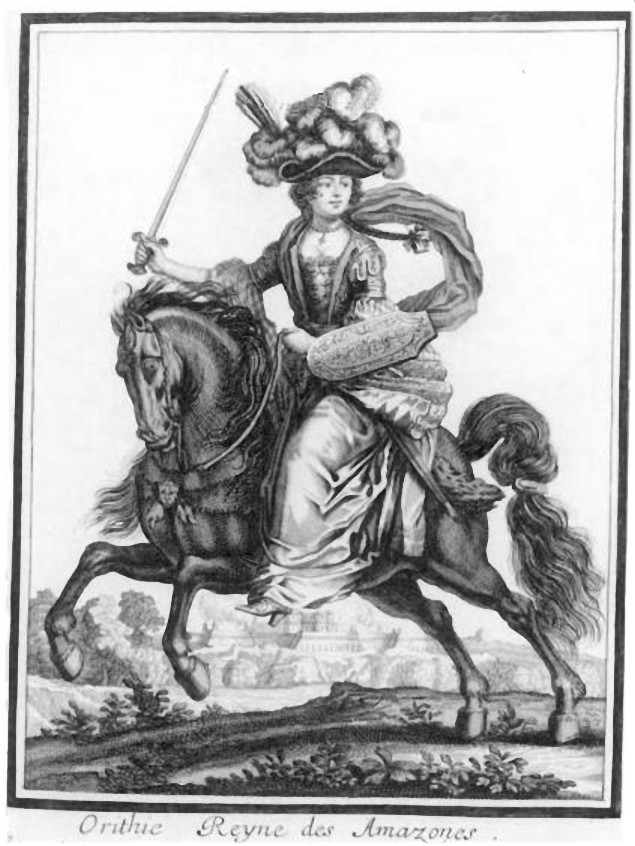
Darstellung einer Amazone

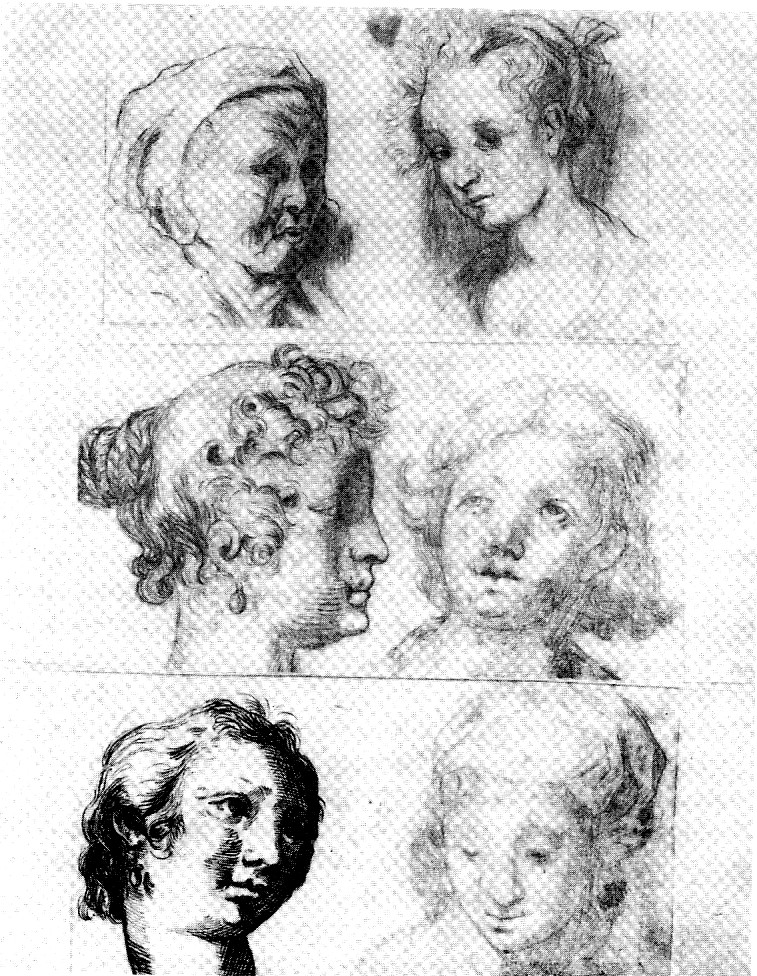
Kopfstudien nach vorhandenen Vorlagen

Wesentlicher Hintergrund für die Entwicklung Susanna Maria von Sandrarts zur Grafikerin war die Tatsache, dass viele Personen in ihrem Umfeld auf diesem oder ähnlichen Gebieten tätig waren. Künstler traten hier nicht vereinzelt auf, vielmehr lebten zahlreiche Familienangehörige von der Kunstproduktion und dem Handel mit Kunst. Ehen wurden häufig mit Männern oder Frauen aus verwandten Berufen geschlossen. Mit Susanna und ihren Brüdern war schon die dritte Generation der Familie künstlerisch tätig, angefangen mit Joachim von Sandrart, Susannas Großonkel, einem bedeutenden deutschen Künstler und Kunstschriftsteller des 17. Jahrhunderts, der über lange Jahre in Nürnberg lebte und arbeitete. All dies begründete Ansehen und Einfluss der Familie und unterstützte Susanna in ihrer Neigung und ihrem Ehrgeiz.
Der besondere Charakter der Familienaktivitäten – Grafik, Buchverlag und Buchverkauf – war dazu geeignet, viele Angehörige unmittelbar einzubeziehen. Arbeitsschritte der Reproduktionsgrafik wie das Abpausen von Vorlagen oder die zum Teil einfachen Handgriffe der Drucktechnik erlaubten auch die Mitarbeit Heranwachsender, was jedenfalls Kosten sparte und in Fällen besonderer Eignung und Neigung wie bei Susanna beinahe zwangsläufig zu höherer beruflicher Qualifikation führte. Zu den günstigen Rahmenbedingungen gehörte es auch, dass Grafiken und Buchillustrationen als Anregung und zur Nachahmung in großer Zahl stets erreichbar waren.
Trotz allgemein günstiger Voraussetzungen verlief die Ausbildung Susannas auf geschlechtsspezifisch eingeschränkte Weise. Sie erlernte das Zeichnen und die Techniken von Radierung und Kupferstich ausschließlich in den Werkstätten ihres Vaters und ihres Großonkels. Anders als ihr nur wenig älterer Bruder Johann Jacob konnte sie sich nicht auf Reisen fortbilden, Aufenthalte außerhalb Nürnbergs sind von ihr nicht bekannt. Die Lehrangebote an Schulen und Akademien blieben ihr als Frau verschlossen. Selbst zur „Maler-Academie“ im Haus ihrer Eltern hatte sie keinen Zugang. Joachim von Sandrart betonte in einer Veröffentlichung, welche Bedeutung die Studien an derartigen Akademien für angehende Künstler hätten, sie seien „der allerbaeste Weg zur Wissenschaft der aeusserlichen Anatomie, Maß und proportion des Menschen gruendlich zu gelangen.“ In Susanna von Sandrarts Gesamtwerk finden sich auch Beispiele für alle Lernschritte, die zum üblichen Lehrprogramm solcher Akademien gehörten (Zeichnungen nach antiken Statuen, Landschaften, Aktzeichnungen usw.), doch waren dies ausschließlich Kopien nach vorhandenen Vorlagen. Sie hatte auf diese Weise eine Ausbildung nachvollzogen, die sie selbst nicht absolvieren durfte.

Auswahl von Werken
Titelblatt der Folge „Angle de Plafons de gallerie et autres ornemens“ (1678)
Blatt 2 der Folge „Angle de Plafons de gallerie et autres ornemens“ (1678)
Titelblatt der Folge „Grotesques et Moresques a la Modernes“ (1678)
Blatt 3 der Folge „Grotesques et Moresques a la Modernes“ (1678)
Titelblatt der Folge „Frises et Ornements a la Moderne“ (1680/1708)
Blatt 2 der Folge „Frises et Ornements a la Moderne“ (1680/1708)
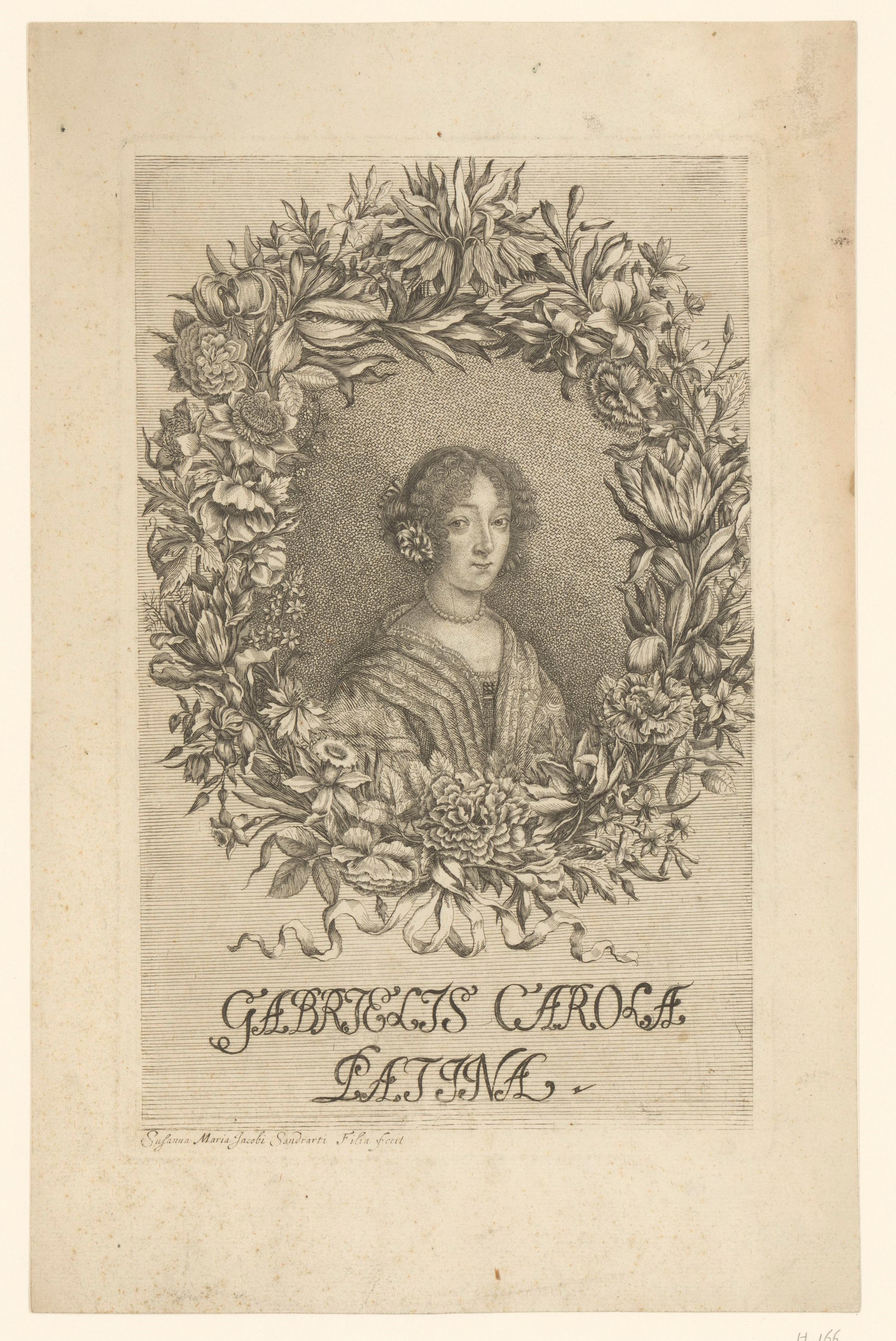
Portret van Gabrielle-Charlotte Patin (1668/1716)
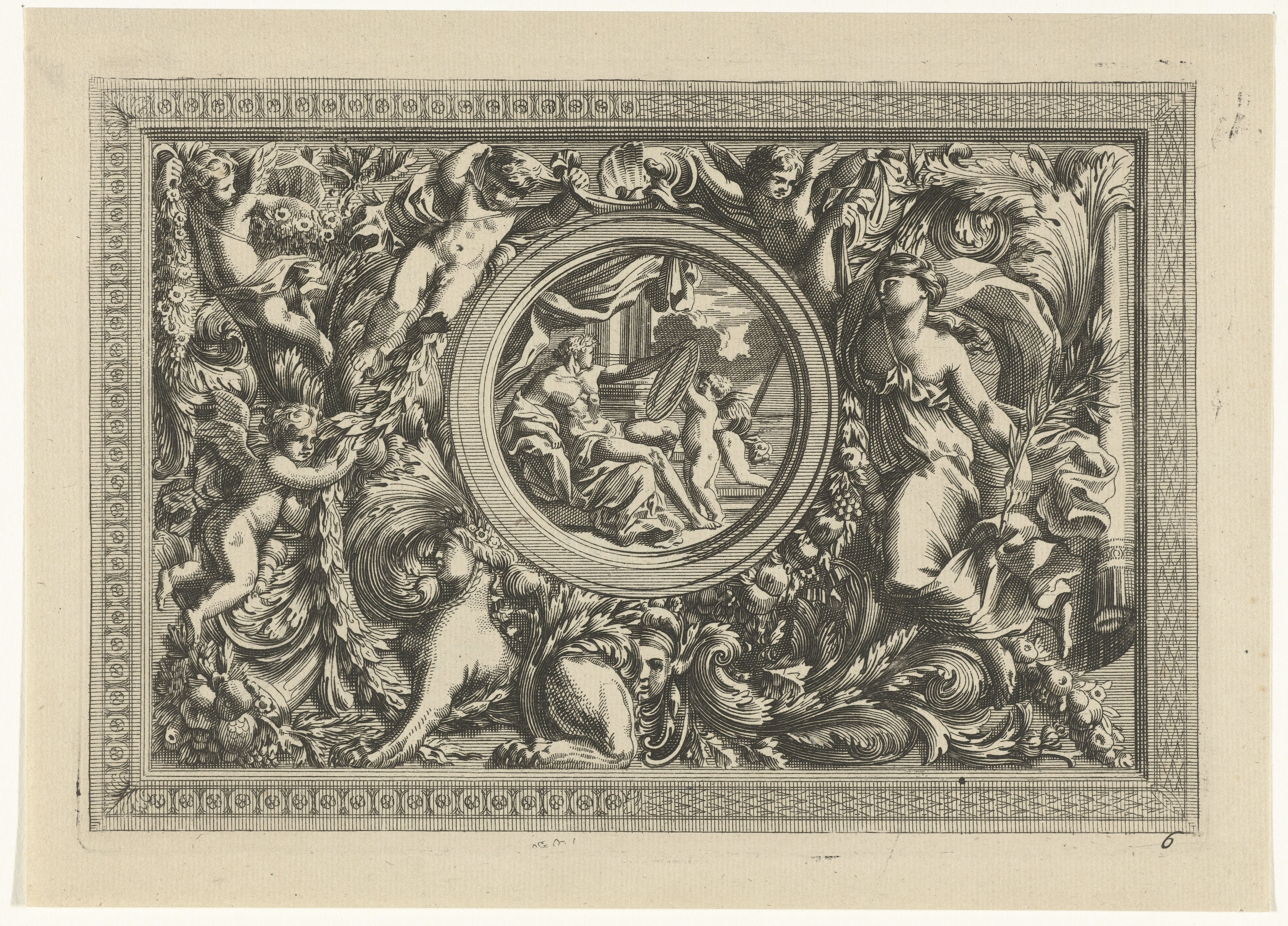
Blatt aus der Folge „Plafons a la Romaine“ (1668/1716)

## Der „Folioband“
In einem umfangreichen Folioband sind alle Arbeiten von Susanna Maria von Sandrart enthalten, soweit sie sich eindeutig zuordnen lassen – bis auf zwei weitere von ihr signierte Radierungen. Die endgültige Zusammenstellung muss zwischen 1713 und 1716 erfolgt sein. Im Vorwort schreibt sie: „Unter dessen habe ich meistentheils alles von meiner Handt verfertigte in gegenwärtiges Buch zusammen gerichtet, zu dem Endt, damit man sehen kann, womit ich nicht allein meinen Jungfreulichen als in sonderheit meinen Siebenjährigen Wittibstand zu gebracht. Dieses Buch nun habe ich meinen Eheliebsten Wolfgang Moritz Endter zu einen Freundlichen Angedencken meiner verehren wollen, mit an Wünschung alles guten an Leib und Seel.“ Der Band enthält Kohle-, Bleistift- und Tuschezeichnungen, Kupferstiche, Radierungen und Holzschnitte zu zahlreichen Themen und Motiven – bildliche Darstellungen der bekannten Sprichwörter, der vier Elemente, der vier Jahreszeiten, der fünf Sinne; Anatomie- und Kostümstudien, Porträts, Städtebilder, religiöse Motive, Studien nach Raffael (dessen Arbeiten als Reproduktionen in Europa weit verbreitet waren), Buchillustrationen und Entwürfe für Buchschmuck. Susannas zweiter Ehemann ließ die Sammlung noch zu ihren Lebzeiten als Geschenk an die Stadt Nürnberg aufwändig binden. Dort befindet sich der prächtige Band noch heute in der Bibliothek des Germanischen Nationalmuseums.